# ثمن
در قرارداد بیع ثمن مالی است که در عوض مبیع (مثمن) پرداخت می‌شود. ثمن علاوه بر وجه نقد، می‌تواند صورت‌هایی چون منفعت و عمل هم داشته باشد.